# Dahlonega (Georgia)
Dahlonega – miasto w Stanach Zjednoczonych, w północnej części stanu Georgia, w hrabstwie Lumpkin, którego jest siedzibą władz. Miasto było miejscem gorączki złota w 1826 roku. 